# Xanthodaphne argeta
Xanthodaphne argeta é uma espécie de gastrópode do gênero Xanthodaphne, pertencente a família Raphitomidae.